# Презенао (Белуно)
Презенао (итал. Presenaio) је насеље у Италији у округу Белуно, региону Венето.
Према процени из 2011. у насељу је живело 359 становника. Насеље се налази на надморској висини од 977 м.